# Podnebje
Podnebje (klima) je dolgoročna značilnost vremena nad nekim območjem v daljšem časovnem obdobju, običajno v povprečju 30 let. Bolj natančno, to je povprečje in spremenljivost meteoroloških spremenljivk v časovnem razponu od nekaj mesecev do milijonov let. Nekatere od meteoroloških spremenljivk, ki se običajno merijo, so temperatura, vlažnost, atmosferski tlak, veter in padavine. V širšem smislu je podnebje stanje komponent podnebnega sistema, vključno z atmosfero, hidrosfero, kriosfero, litosfero in biosfero ter interakcijami med njimi. Na podnebje lokacije vplivajo zemljepisna širina, dolžina, relief, nadmorska višina, raba tal ter bližnja vodna telesa in njihovi tokovi 
Podnebja lahko razvrstimo glede na povprečne in tipske spremenljivke, najpogosteje glede na temperaturo in padavine. Najbolj razširjena podnebna klasifikacija je verjetno Köppnova podnebna klasifikacija in jo najdemo v mnogih atlasih sveta in podnebnih kartah. Thornthwaitova klasifikacija se uporablja od leta 1948 in vključuje evapotranspiracijo skupaj s podatki o temperaturi in padavinah ter se uporablja pri proučevanju biotske raznovrstnosti in vplivov podnebnih sprememb nanjo.
Veda, ki preučuje vpliv podnebja na območje, se imenuje klimatologija.

## Definicija pojma klima (podnebje)
Klimatski sistem obsega izjemno veliko spremeljivk in zajema veliko različnih časovnih in prostorskih skal. V zadnjih 150 letih zato naletimo na številne definicije.
- Julius von Hann, 1883: Skupnost meteoroloških pojavov, ki označujejo povprečno stanje atmosfere na kaki lokaciji
- Wladimir Peter Köppen (1931): Splet atmosferskih pogojev, ki naredijo neko lokacijo bolj ali manj primerno za življenje ljudi, živali in rastlin.
- Meteorološki slovar DMS: Značilnosti vremena nad kakim območjem v daljšem časovnem obdobju (praviloma 30 let)
- Alexey Fedorov: Splet vremenskih pogojev tipičnih za regijo skupaj z opisom njihove pogostnosti in sezonske spremenljivosti
- Kendal McGuffie & Ann Henderson-Sellers: Vse statistike klimatskih stanj dobljene v dogovorjenem časovnem obdobju (sezona, dekada ali daljše obdobje) izračunane za celotno oblo ali za izbrano regijo.

## Klasifikacija podnebja
Podnebne klasifikacije so sistemi, ki kategorizirajo svetovna podnebja. Podnebna klasifikacija je lahko tesno povezana s klasifikacijo bioma, saj podnebje močno vpliva na življenje v regiji. Ena najbolj razširjenih je Köppnova klimatska klasifikacijska shema, ki je bila razvita leta 1899.
Obstaja več načinov za razvrščanje podnebja. Podnebje so klasificirali že v stari Grčiji za opis vremena glede na zemljepisno širino lokacije in temelji na odvisnosti podnebja od geografske širine in prejete količine Sončeve energije. Sodobne metode klasifikacije podnebja lahko na splošno razdelimo na genetske metode, ki se osredotočajo na vzroke podnebja, in empirične metode, ki se osredotočajo na učinke podnebja.
Genetske klasifikacije vključujejo metode, ki temeljijo na relativni pogostosti različnih tipov zračnih mas ali lokacij znotraj sinoptičnih vremenskih motenj.
Empirične klasifikacije, ki jih imenujemo tudi efektivne, so tipološke podnebne klasifikacije. Te temeljijo na merjenih podnebnih parametrih kot so povprečje količina padavin, letnih temperatur, razmerje med padavinami in evapotranspiracijo, . Primera uveljavljenih empiričnih klasifikacij sta Köppenova  in Thornthwaitova podnebna klasifikacija. Pogosta pomanjkljivost teh klasifikacijskih shem je, da ustvarjajo jasne meje med conami, ki jih definirajo, namesto postopnega prehoda podnebnih lastnosti, ki so pogostejše v naravi.

## Podnebni tipi v Sloveniji
Na manjših območjih podnebja navadno ne moremo dovolj natančno opredeliti. Razlike v podnebju enega tipa so lahko dovolj velike, da jih je potrebno nadaljnje razčleniti. Tak primer podnebne spremenljivosti je Slovenija. Po [Köppnovi klasifikaciji lahko za Slovenijo določimo vsaj 5 podnebnih tipov:
- Cfb  - zmerno toplo vlažno (oceansko) podnebje s toplimi poletji
- CFa - zmerno toplo vlažno (oceansko) podnebje z vročimi poletji
- Dfb - snežno gozdno (borealno) ali vlažno kontinentalno podnebje s toplimi poletji
- Dfc - snežno gozdno (borealno) ali vlažno kontinentalno podnebje s svežimi poletji
- ET (H)  - podnebje tundre (za gorska območja); lahko tudi gorko podnebje H za območja nad gozdno mejo

## Vplivi človeka na podnebje
Z množično uporabo naravnih virov in tehnologij ljudje pogosto nehote posegamo v podnebje. Znan je učinek tople grede, ki je verjetno najpomembnejši dejavnik opazovanih spremeb podnebja v zadnjem stoletju. Vzroki in posledice so pogosto tako zapleteni, da jih še zdaleč ne obvladujemo (ozonska luknja, izpust CO2, sečnja deževnega gozda, izumiranje vrst ...)